# Accademia degli Invaghiti

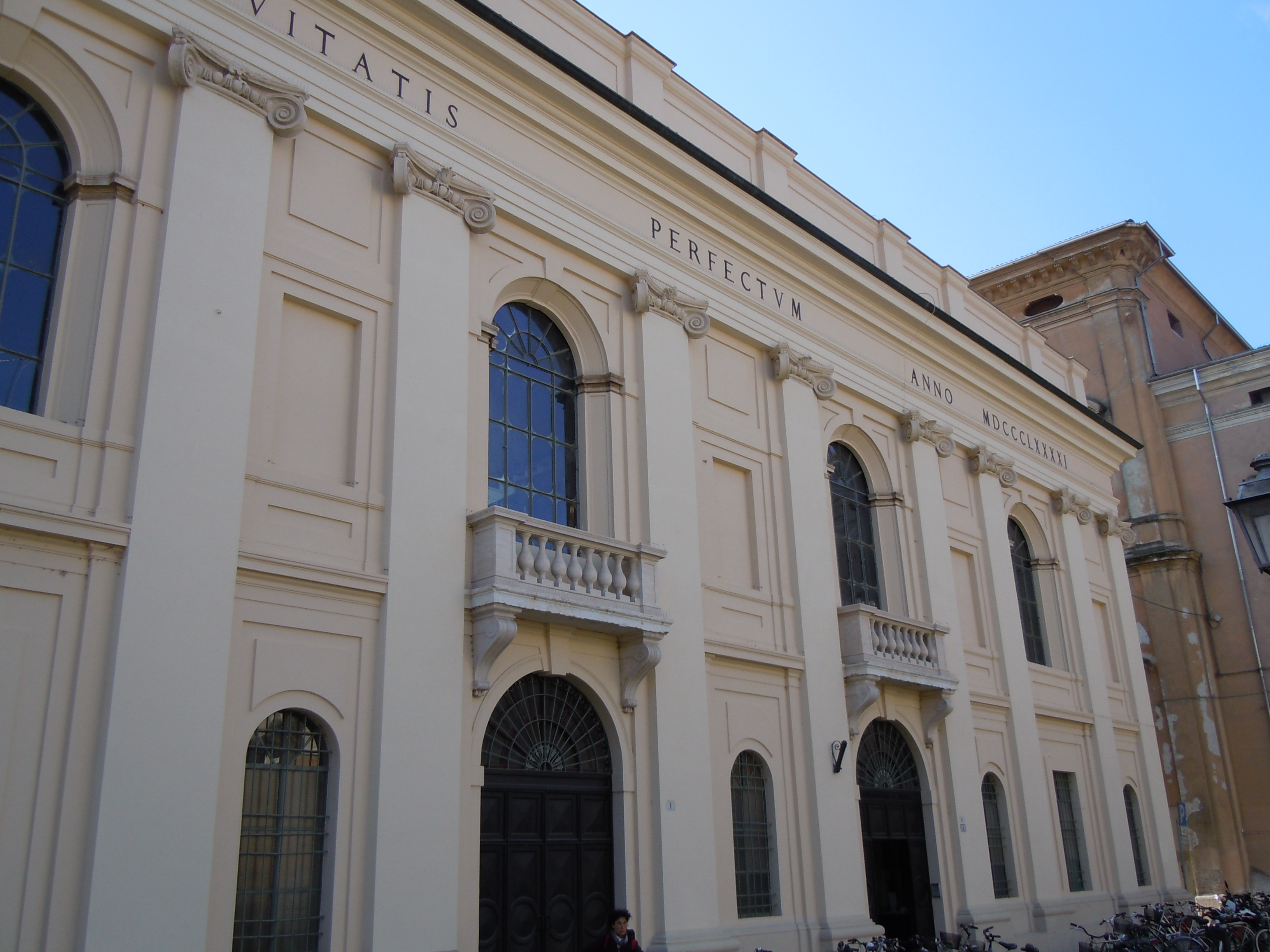
Mantova, palazzo dell'Accademia

L'Accademia degli Invaghiti fu una società musicale fondata a Mantova nel 1562 da Cesare I Gonzaga, con lo scopo di diffondere l'amore per la musica come mezzo di diletto e stimolazione delle conoscenze. Nel 1564 fu favorita da importanti privilegi concessi dal papa. Essa patrocinò, nel 1607, la scrittura e la messa in scena dell'opera L'Orfeo di Claudio Monteverdi che segnò la nascita del melodramma.